# Physical Review B
A Physical Review B (röviden PRB) egy 1970-es alapítású lektorált fizikai szakfolyóirat, mely a Physical Review szakfolyóirat-család tagja. Kiadója az Amerikai Fizikai Társaság, mely a folyóiratot havonta négyszer adja közre.

## Tartalma
A folyóirat havonta két szekcióban jelenik meg:
- B1: anyagszerkezet, fázisátalakulások, ferroelektromosság, strukturális rendezetlenség, folyadékok, kvantumanyagok, mágnesség, szupravezetés, szuperfolyékonyság;
- B15: elektromos jellemzők, fotonikus rácsok, félvezetők, mezoszkopikus rendszerek, felületfizika, makromolekulák és klaszterek, fullérének, grafén, nanotechnológia.

A fenti szekciók további két-két részre tagozódnak.

## Tudománymetrikai adatai
| Mérőszám                                                | 2015     | 2016 |
| ------------------------------------------------------- | -------- | ---- |
| Összes publikáció                                       |          | 5486 |
| Impaktfaktor (hatástényező)                             | 3,718    |      |
| Az impaktfaktor ötéves átlaga (five-year impact factor) | 3,513    |      |
| Közvetlenségi index (immediacy index)                   | 0,971    |      |
| Az idézések felezési ideje (cited half-life)            | >10.0    |      |
| EigenFactor-pontszám                                    | 0,510360 |      |
| A cikkek hatása (Article Influence Score)               | 1,229    |      |
| CiteScore                                               |          |      |
| (Source-Normalized Impact per Page, SNIP)               |          |      |
| SCImago-rang                                            | 1,933    |      |
| H-index                                                 | 327      |      |
| 1. 2. 3. 4. 5. 6. 7.                                    |          |      |